# Acacia warramaba
Acacia warramaba är en ärtväxtart som beskrevs av Bruce R. Maslin. Acacia warramaba ingår i släktet akacior, och familjen ärtväxter. Inga underarter finns listade i Catalogue of Life.